# Maruszyna
Maruszyna est une localité polonaise de la gmina de Szaflary et du powiat de Nowy Targ en voïvodie de Petite-Pologne.

## Histoire
Dans la seconde moitié du XVIe siècle, la localité est située dans le powiat de Sącz de la voïvodie de Cracovie, appartient à la tenuta Nowy Targ.
Dans les années 1954-1961, la localité appartient et est le siège de la communauté Maruszyna (pl), après sa suppression dans la communauté Bańska (pl).
De 1975 à 1998, la localité appartient administrativement à la voïvodie de Nowy Sącz. Elle est située sur les bords nord des contreforts de la Gubałówka et dans la vallée de Nowotarska, dans la région Podhale, le long de la route papale, avec une vue étendue sur les Hautes Tatras et les Tatras occidentales.
Depuis 1984, Maruszyna est le siège de la paroisse de la Transfiguration.

## Démographie
En 2021, la localité compte 1982 habitants.